# Těchonín
Těchonín är en ort i Tjeckien.   Den ligger i regionen Pardubice, i den östra delen av landet, 160 km öster om huvudstaden Prag. Těchonín ligger 492 meter över havet och antalet invånare är 636.
Terrängen runt Těchonín är huvudsakligen kuperad, men åt nordväst är den platt. Runt Těchonín är det ganska glesbefolkat, med 43 invånare per kvadratkilometer. Närmaste större samhälle är Ústí nad Orlicí, 18,9 km sydväst om Těchonín. I omgivningarna runt Těchonín växer i huvudsak blandskog.